# Атесса
Ате́сса (итал. Atessa; на местном диалекте — L’Atésse) — город в Италии, расположен в регионе Абруццо, подчинён административному центру Кьети.
Население составляет 10 775 человек, плотность населения составляет 97,07 чел./км². Занимает площадь 111 км². Почтовый индекс — 66041. Телефонный код — 00872.
Покровителем города считается святой Леуций. Праздник города ежегодно празднуется 11 января.